# Glad All Over (chanson de Carl Perkins)
Pour les articles homonymes, voir Glad All Over.
Singles de Carl Perkins
That's Right / Forever Yours
(15 août 1957) Pink Pedal Pushers / Jive After Five
(10 mars 1958)
Glad All Over est une chanson écrite par Aaron Schroeder, Sid Tepper (en) et Roy Bennett (en), enregistrée par le chanteur de rock 'n' roll et de rockabilly Carl Perkins, le « Rockin' Guitar Man », pour Sun Records en 1957. Elle est publiée aux États-Unis en 45 tours et en 78 tours (Sun 287), le 6 janvier 1958, avec Lend Me Your Comb en face B.

## Historique
Une prestation de la chanson a été mise en scène en 1957 dans le film Jamboree (en) de la Warner Bros. Perkins et son groupe la jouent dans un studio d'enregistrement dans une scène rappelant celle d'Elvis Presley dans Jailhouse Rock. Le groupe de Carl Perkins comprend celui-ci à la guitare et au chant, ses frères Jay à la guitare rythmique et Clayton à la contrebasse en plus de W. S. « Fluke » Holland à la batterie. Ce dernier deviendra le batteur de Johnny Cash qui le surnommera « The Father of the Drums » (Le Père de la batterie).
Glad All Over, publiée par la maison d'édition Magnificent Music (BMI), est le dernier single de Carl Perkins à être commercialisé par Sun Records. L'enregistrement est  également sorti en single au Royaume-Uni (London Records 45-HLS 8527) avec, cette fois, Forever Yours en face B.  Elle est aussi entendue sur la bande originale du film Jamboree. En 1978, le nouveau propriétaire de Sun Records Corporation, Shelby Singleton (en), réédite la chanson dans la collection Sun Golden Treasure Series (Sun 24) couplée à Lend Me Your Comb.

## Reprises

### The Beatles
Pistes inédites de Live at the BBC
The Hippy Hippy Shake I Just Don't Understand
Les Beatles ont enregistré Glad All Over, à deux reprises en 1963, dans les studios de la BBC, avec George Harrison au chant principal. La première de ces prestation est enregistrée dans le studio « Paris » (en) de Londres, le 16 juillet 1963 pour leur émission radio Pop Go the Beatles (en) diffusée le 20 du même mois. Cet enregistrement est aujourd'hui disponible sur la compilation Live at the BBC.
Quelques jours plus tard, le 30 juillet, la seconde version est enregistrée au Playhouse Theatre pour l'émission Saturday Club (en) pour une diffusion le 24 août suivant. Cet enregistrement est aussi publié, cette fois sur On Air - Live at the BBC Volume 2.

#### Personnel
- George Harrison – chant, guitare solo
- Paul McCartney – chant, guitare basse
- John Lennon – guitare rythmique
- Ringo Starr – batterie

En 1985, George Harrison l'a également interprété avec Carl Perkins, Eric Clapton, Ringo Starr et plusieurs autres, à l'émission spéciale Blue Suede Shoes: A Rockabilly Session (en) de HBO/Cinemax.
John Lennon l'a enregistrée en démo mais celle-ci ne sera jamais publiée officiellement.

### Autres versions
En avril 1964, les Searchers ont repris Glad all Over pour leur disque It's The Searchers sur Pye Records.
En 1972, le Jeff Beck Group a enregistré la chanson pour leur album éponyme, produit par Steve Cropper pour Epic Records. 
Brian Setzer l'a aussi interprétée aux Dallas Guitar Show le 27 octobre 1990[réf. nécessaire] et l'a enregistrée en 2005 pour son album Rockabilly Riot!: Volume One. 
Le groupe de rockabilly The Sureshots a interprété la chanson en concert en 2011.

## Sources
- Perkins, Carl, and David McGee. Go, Cat, Go!. Hyperion Press, 1996, pages 253-254.  (ISBN 0-7868-6073-1)
- Morrison, Craig. Go Cat Go!: Rockabilly Music and Its Makers. University of Illinois Press, 1998.